# Leon z Vercelli
Leon z Vercelli (zm. 1026) – niemiecki duchowny, od 998 lub 999 biskup Vercelli.
Stronnik Ottona III, później jego następców Henryka II i Konrada II.
Uczestnik synodu rzymskiego w 999.
Z jego obszernej korespondencji zachowały się nieliczne fragmenty. Był też autorem wiersza Metrum leonis.